# Proceratium lombokense
Proceratium lombokense är en myrart som beskrevs av Carlo Emery 1897. Proceratium lombokense ingår i släktet Proceratium och familjen myror. Inga underarter finns listade i Catalogue of Life.